# أليكسي خوفانسكي
أليكسي خوفانسكي (مواليد 9 يونيو 1987) هو مبارز بالسيف روسي، مثّل بلاده في الألعاب الأولمبية الصيفية 2012.

## روابط خارجية
أليكسي خوفانسكي على موقع الاتحاد الدولي للمبارزة (الإنجليزية)
- أليكسي خوفانسكي على موقع الاتحاد الأوروبي للمبارزة (الإنجليزية)
- أليكسي خوفانسكي على موقع الاتحاد الروسي للمبارزة (الروسية)
- أليكسي خوفانسكي على موقع اللجنة الأولمبية الدولية (الإنجليزية)
- أليكسي خوفانسكي على موقع أوليمبيديا (الإنجليزية)